# Les Vaches
Les Vaches est une peinture à l'huile sur toile réalisée en juillet 1890 par Vincent van Gogh. Elle est conservée au palais des Beaux-Arts de Lille.

## Histoire
Le tableau a été réalisé par van Gogh lors de son séjour à Auvers-sur-Oise, chez le docteur Gachet. C'est une copie, comme van Gogh en a beaucoup réalisées, de l'Étude de cinq vaches de Jacob Jordaens exposée au palais des Beaux-Arts de Lille. Le tableau n'a pas été copié directement, mais d'après une eau-forte du docteur Gachet de 1873, signée de son nom d'artiste, Paul van Ryssel. 

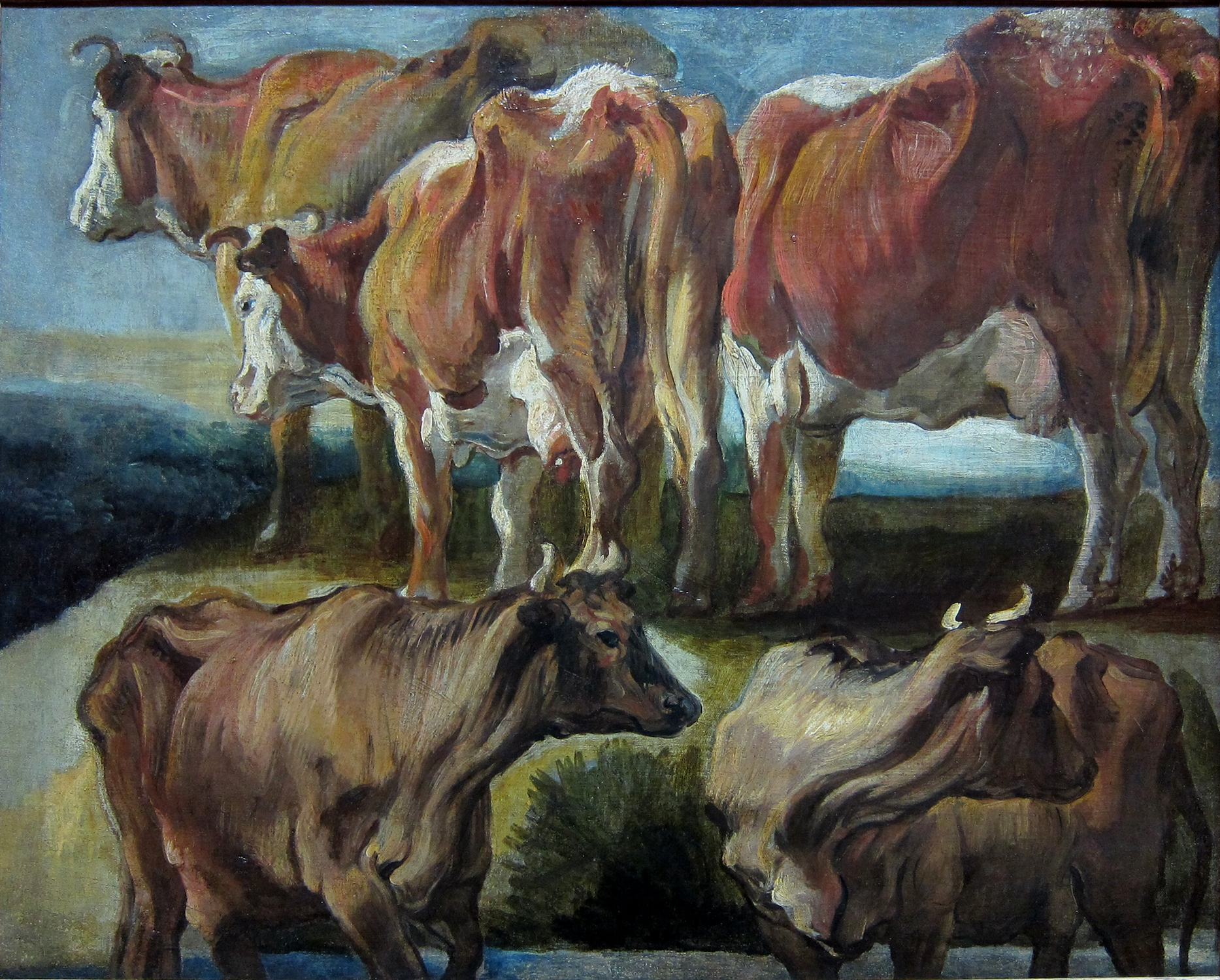
Étude de cinq vaches, Jacob Jordaens, palais des Beaux-Arts de Lille.

Le tableau figure dans l'inventaire de la collection Gachet réalisé en 1903 par le critique allemand Julius Meier-Graefe, qu'il désigne alors sous le nom Les Bœufs. En 1950, le fils du docteur Gachet décide d'en faire don au musée de Lille, ville natale de son père, ainsi que de la gravure qui l'a inspiré. Mais la donation est débattue au sein du comité chargé de la ratification des donations. Elle oppose les conservateurs du Louvre à l’inspection des musées de province qui considère que l'œuvre ne rend pas suffisamment compte du génie de van Gogh pour être hébergée par un musée de province et propose de la verser aux réserves du Louvre. Paul Gachet insiste toutefois pour que le tableau soit exposé à Lille. En 1951, il est attribué au musée du Louvre et déposé au musée des Beaux-Arts de Lille. En 1954, lorsque le tableau est exposé au musée de l'Orangerie, il soulève une violente polémique sur son authenticité menée par un amateur passionné de van Gogh, Louis Anfray, et largement relayée par la presse. Comme pour d'autres œuvres de la collection Gachet, elle s'est poursuivie dans les années suivantes et ne s'est pas encore éteinte, portée notamment par Benoît Landais. Pour autant, les examens de laboratoire qui ont été réalisés n'ont révélé aucun indice qui permettrait d'envisager un faux. Selon Anne Distel, il est plus vraisemblable de l'accepter pour une œuvre mineure de van Gogh, peut être une étude pour un tableau qu'il avait en projet, réalisée dans les circonstances exceptionnelles de la fin de sa vie à Auvers.